# Extreme Digital
Az Extreme Digital 2001-ben indult, két magyar alapítóval, Várkonyi Balázzsal és Kelemen Gyulával. Az online értékesítési csatornát megelőzően először a Visegrádi utcai (Big), majd az Akácfa utcai és solymári bolt (Tekiré) nyitott meg. Ez utóbbi már 2002-ben bezárt. A saját üzleten felüli elektronikus kereskedelem területén való megjelenéssel, és ezzel párhuzamosan több kommunikációs eszköz használatával a vállalat hibrid marketingrendszert teremtett meg, egyben Kumar szerinti fejlesztés történt: a meglévő utak megtartása mellett új utakat alakított ki az áruház új kompetenciák fejlesztése mellett.
A kezdetekkor digitális fényképezőgépek internetes kereskedésére szakosodott áruház az online felületeken megjelent írásokkal ellentétben már az első perctől kezdve forgalmazott számítástechnikai alkatrészeket és komplett konfigurációkat. Az online forgalmazott termékek 2002 augusztusában 112 digitális fényképezőgépet, 24 digitális kamerát, valamint 104 számítástechnikai terméket öleltek fel. Az online áruház neve ekkor még Extrém Computer volt. De miben rejlett a siker, mi vezetett a folyamatos bővüléshez? „Az Extreme Digital Várkonyi által kidolgozott üzleti stratégiája a kezdetek óta változatlan. A cég az intenzív forgalom fenntartásának érdekében kis fedezettel és alacsony árréssel dolgozik.”
Az üzleti stratégia ennél azonban jóval összetettebb volt. Két fő célkitűzése volt a vállalatnak; az egyik az árak alacsonyan tartása, a konkurensek áraihoz képest jelentősen olcsóbban kínált termékek, valamint a leendő vevőkkel való kapcsolattartás, a bizalom megteremtése. Előbbit elősegítette, hogy az áruház – a hazai informatikai kiskereskedelemben manapság dúló gyakorlathoz hasonlóan – próbálta kerülni az Áfa fizetést az egyes termékeket külföldről beszerezve, 0 perces használt áruként értékesítve. Az ilyen módosított kétszintű disztribúciós csatornákhoz hasonló esetekben (külföldi nagykereskedés, hazai kiskereskedés) megszokott módon a forgalomba hozott termékek nem minden esetben rendelkeztek magyar nyelvű használati utasítással, hazai gyártói garanciával meg szinte soha. (Ez utóbbi problémára az áruház saját digitális-fényképezőgép szervize nyújtott megoldást, mely piacképes alternatívát nyújtott a vásárlók felé.)
A disztribúciós csatorna kiválasztását (a hazai nagykereskedők kikerülése) egyértelműen a konkurensek által kínált árak alatti értékesítés lehetősége vezérelte, ezáltal tévén szert piaci előnyre. A honlapon megjelenített termékeket nem tartották raktárkészleten (készletentartási költséggel nem kellett számolni), valamint előfordult, hogy a megrendelt termékek után előleget kértek. Mindezen „kellemetlenségek” ellenére a vásárlók a jelentősen kedvezőbb árak miatt az Extrém Computer mellett döntöttek.
A vállalat számára fontos volt a leendő vevőkkel való kapcsolattartás, a bizalom megteremtése. Induló honlapjukon megtalálható volt egy „Vendégkönyv”, valamint Várkonyi Balázs kezdeményezésére az Index fórumon elindult egy „extremcomputer.hu fotobolt válaszol” című topik. „Ezt a topikot azért nyitottam, hogy minden leendő és régi vásárlóinknak megfelelő és kielégítő választ adjunk a digitális fényképezőgép értékesítésével, garanciális feltételeivel és ügyintézésével kapcsolatban feltett kérdésekre. Mivel cégünk dinamizmusa, áraink versenyképessége elég sok konkurens üzletet maga mögött hagyva fejlődik, sajnos egyre több irigyünk és rosszakarónk akad. Ezért itt szeretném az esetleges tévhiteket eloszlatni, illetve mindenkinek személy szerint választ adni esetleges gondjára-bajára. Az észrevételeket és építő kritikákat is szívesen vesszük cégünk működésével kapcsolatban.” A topikon valóban kialakult egy élő kapcsolat vevő és eladó között, elég ha csak Várkonyi Balázs egyik feltett kérdésére utalok, melyben egy vevő által felvetett kiterjesztett garancia lehetőségére így reagál: „Szerinted lenne rá kereslet, illetve milyen anyagi vonzattal lehetne ez elfogadható?” Nem megszokott az ilyen jellegű kapcsolatban ez a szintű nyitottság és őszinteség, ám az idő az Extrém mellett tette le a voksát. Várkonyi Balázs emellett más online felületeket is szemmel tartott, hogy az online boltról kialakult képet, véleményeket figyelemmel kísérje, reagáljon a máshol felmerült problémákra is, egyben gondot fordítson a vevői elégedettségre.
Az áruház által kínált termékek fókusza – az egyes kategóriákban megvásárolható produktumok számának függvényében – 2002 őszétől kezdve a számítástechnikai termékekre került át, ezen felül szoftverekkel, notebook-okkal bővült a kínálat. Az internet hőskorának megfelelően az oldal offline felületeken is hirdette magát, a Budapesti Piac újságban, ezen felül szakmai oldalon (terminal.hu), a depo.hu online ár-összehasonlító és internetes áruház oldalon, az AproNet hirdetési oldalon, valamint az egykoron bannercserére épülő Hungarian Link Exchange rendszeren keresztül (melyet később az Adverticum Rt. által nyújtott magasabb szintű szolgáltatások tettek piacképtelenné).
Az áruház 2003 decemberébe'n vette fel az 'Extreme Digital nevet, ettől kezdve honlapjának főoldalán fotó- és számítástechnikai áruházként definiálta önmagát. A szaküzletek berendezése akkortájt az informatikai kiskereskedelemben jellemző puritán, funkcionalista volt. Az áruház ekkortól kezdve működött együtt az OTP-vel, mely kamat menetes kölcsönt biztosított a vásárlásokhoz. 2004 júniusától digitális képkidolgozási szolgáltatást indított az áruház Visegrádi utcai üzletében. 2004 júliusától – vélhetően a felmerült fogyasztói igényekre való reakcióként – az áruház a digitális fényképezőgépekre a jogszabályi kötelezettség szerinti egy éven felül további egy év garanciát nyújtott. Erre a saját érdekeltségi körbe tartozó szerviz nyújtott lehetőséget. Az áruház által alkalmazott banneren az egyik felirat: „akad, aki olcsóbb nálunk, de vajon mi a helyzet a garanciával?” A menedzsment által felismert egykori hátrányból sikerült előnyt kovácsolni. Látható, hogy a Kotler-féle ár-minőség stratégiában (a termékminőségbe értve a termék után nyújtott garanciális szolgáltatást is) a korábbi „kedvező ár” stratégiától a „jó érték”- „jó ár” stratégia felé mozdult az áruház. 2004 augusztusától az akkortájt jelentős piaci növekedést mutató mp3 lejátszókkal bővült a forgalmazott termékek köre. 2004 augusztus 23-án megnyitott a második számot viselő bolt (az Akácfa utcai bolt ezt megelőzően bezárt) az Erzsébet körúton, mely a mai napig áll a vásárlók rendelkezésére (a Visegrádi utcai bolt már nem működik.)
Megállapítható, hogy az áruház nagy figyelmet fordított a vásárlói igények kielégítésére; 2004. november 2-ától az utánvétes szállítás költségeit az Extreme Digital átvállalta. (Korábban ezen szolgáltatás 2500 Ft volt, melyet 125.000 Ft összeg felett engedtek csak el.) 2005. március 22-én nyílt meg a Mammutban található szaküzlet; „Az új szakáruház termékválasztékában megtalálhatók kompakt, félprofesszionális és professzionális digitális fényképezőgépek... a bolt nagy hangsúlyt fektet az egyre nagyobb teret hódító szórakoztató elektronikai termékeknek is. Nálunk a kedves vásárló nem csak egy katalógusból tájékozódhat az áhított termék paramétereiről, hanem akár kézbe is veheti, sőt a szaküzletben dolgozó, digitális képalkotásban jártas kollegáinktól szakértő tanácsot is kérhet, melynek révén még több információ segíthet a választásban.
Ahogy korábban a garanciális kérdések terén, úgy a raktáron tartott készletek esetében is változás történt a cég politikájában. 2004 augusztusától kiemelt helyen szerepel a honlapon a „Termékkínálatunk állandó raktárkészlettel” pont, a 2005 márciusában a Mammutban megnyílt áruház, mely bemutatóteremként is funkcionál, (egyben jelentős lépés a személyes értékesítés felé) szintén komolyabb raktárkészletet igényelt. A „Feljössz? Ki is próbálhatsz…” szlogen a Mammutban található áruház szlogenje volt. 2005 áprilisában az Extreme Digital kitelepült a Vörösmarty téri T-Mobile üzletben tartott „Multimédia napra”. Az áruház 2005 tavaszán „Van képed hozzá?” címmel hirdetett fotópályázatot, mely összedíjazása két millió Forint volt. Látható, hogy az áruház törekedett egy minél erősebb brand megalapozására.
Az online felület 2001 márciusától az év szeptemberig a szofisztikáció szintje szerinti legalacsonyabb szintet érte el, melyben „az oldal fejlesztés alatt… Friss árakért telefonáljon!” feliratú kép, kezdetleges logó, valamint az első, Akácfa utcai bolt elérhetőségei, valamint nyitvatartási ideje volt megtalálható.
Az első, már menüpontokat található honlap 2001 decemberében indult. Itt már három üzlet elérhetőségéről és nyitvatartási idejéről tájékozódhattunk, a „Termékek”, „On Line”, „Linkek”, menüpontok „az oldal fejlesztés alatt” oldalra vezettek, a „Kapcsolat” menüpontban egy kitölthető űrlap segítette az üzlettel való kapcsolat felvételét. A címoldalon az aktuális árlista „Excel formátumban” volt letölthető. Megemlítendő, hogy 2002 júniusától külön fájlként vált letölthetővé a digitális fényképezőgépek árlistája. Ettől kezdve már működik a „Termékek” menüpont, ahol az áruház ajánlataiként megtekinthető digitális fényképezőgépek voltak megtekinthetőek. Az egyes termékekről fénykép, alapvető információ, valamint egy, az adott terméket gyártó vállalat specifikációs oldalára mutató nyíl volt kihelyezve. Az „On Line” valamint „Linkek” menüpont továbbra sem működött.
Az online áruház 2002 augusztusában indult el. Ekkor a következő szolgáltatásokat nyújtotta honlapján: ügyfélszintű regisztráció, ehhez kötött megrendelési lehetőség, kosár, 5 szállítási cím regisztrálása, korábbi rendelések megtekintése, vendégkönyv. Lehetőség volt a termékek tekintetében gyártók szerint, valamint a három kategória (digitális fényképezőgépek, digitális kamerák, hardware) szerint szűrni. Az egyes termékekről fénykép, valamint terméktől függően részletes leírás, valamint a termék gyártójának weboldalára mutató link volt megtalálható. A vendégkönyv megszűnésével párhuzamosan az egyes termékekről vált lehetőség véleményt nyilvánítani, ám ez nem jelent meg közvetlenül a termék lapján, külön meg kellett nyitni egy ablakban. Érdemes megemlíteni, hogy az Extreme Digital szinte a kezdetektől élt a honlapon található szavazás lehetőségével. Itt kérdezték meg többek között, hogy hány százalékos felárat lennének hajlandók fizetni a vásárlók a kiterjesztett garanciáért, milyen az ideális nyitvatartási idő, „miben javulhatnának még”. Az áruház mindvégig nagy figyelmet szentelt a vásárlói visszajelzésekre.
2005 év végén indult az új honlap, mely az indulásától kezdve majd 16,5 millió megkeresést kiszolgáló, motorját tekintve változatlan oldalt váltotta fel. Az új honlapról a kor divatjának megfelelően eltűnt a szavazási lehetőség, valamint a látogató-számláló. Miben hozott újdonságok az új online felület? Átláthatóbb, ergonomikusabb, egyértelműen az online vásárlást helyezve a középpontba. Az egyes termékek lapján négy fül található: leírás, specifikáció, képek, értékelés. Ez utóbbi felületen bármely látogató értékelhette a terméket, egyrészt egy 5-ös skálán csillagok megadásával, valamint szövegesen. Lehetővé vált a termékeket egy összehasonlító oldal segítségével megtekinteni, a termékek oldalát közvetlenül kinyomtatni vagy elküldeni e-mailben. Az áruház hírlevelet indított, melyre közvetlen a főoldalról lehetett feliratkozni. Nőtt a forgalmazott termékek köre; a televíziókészülékek már korábban megjelentek, ám az autóhifi, GPS eszközök, mobiltelefonok új kategóriaként jelentek meg. 2008 decemberében kezdődött meg a háztartási gépek forgalmazása. 2008-ban még csupán az angol nyelv, 2009-ben a szlovák és román nyelv jelenik meg választhatóként. Az oldal jelentős design változáson ment át 2011 nyarán, az áruház kiszolgáló rendszere 2013 szeptemberében.
Az Extreme Digital és a romániai székhelyű eMAG magyar leányvállalata 2019-ben egyesült, a két e-kereskedelmi cég összeolvadásával létrejövő új cégben 48 százalékos részesedése lett az Extreme Digitalnak, 52 százaléka az eMAG hazai leányvállalatának. A két vállalkozás online boltja egy ideig párhuzamosan működött, majd 2022. május 2-ától a vállalkozás kizárólag eMAG néven, az eMAG online felületén szolgálja ki a vásárlókat.